# Hrbošnjak (Žirje)
Koordinati:   43°38′47″N, 15°44′17″E
Hrbošnjak je majhen nenaseljen otoček v Jadranskem morju. Pripada Hrvaški.
Hrbošnjak, na katerem stoji svetilnik, leži okoli 2 km severseverovzhodno od rta Rasohe na otoku Žirje. Površina otočka meri 0,019 km². Dolžina obalnega pasu je 0,52 km. Najvišji vrh je visok 17 mnm.
Iz pomorske karte je razvidno, da svetilnik, ki stoji na južni obali otočka, oddaja svetlobni signal: R Bl 5s. Nazivni domet svetilnika je 5 milj.